# West of the Brazos
West of the Brazos è un film del 1950 diretto da Thomas Carr.
È un western statunitense con James Ellison, Russell Hayden, Raymond Hatton, Fuzzy Knight e Julie Adams.

## Produzione
Il film, diretto da Thomas Carr su una sceneggiatura di Ron Ormond, Maurice Tombragel e Robert N. Bradbury (quest'ultimo non accreditato) e un soggetto di Forbes Parkhill (non accreditato), fu prodotto da Ormond per la Lippert Pictures e girato nel dicembre 1949.

## Distribuzione
Il film fu distribuito negli Stati Uniti dal 2 giugno 1950 dalla Lippert Pictures.
Altre distribuzioni:
- in Danimarca il 31 gennaio 1957
- in Germania (Banditenjäger)

## Promozione
La tagline è: Battlin' Back To Back... for the riches of a rangeland empire..